# Francesc Català-Roca

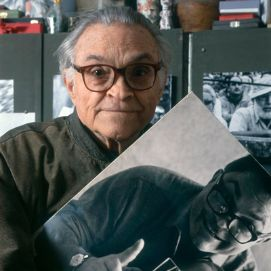
Francesc Català-Roca

Francesc Català-Roca (* 19. März 1922 in Valls; † 5. März 1998 in Barcelona) war ein spanischer Fotograf und Filmemacher.

## Leben
Die Eltern von Francesc Català-Roca waren Anna Roca i Puig und der Fotograf Pere Català i Pic (1889–1971). Im Haushalt der Eltern war er umgeben von Fotos und Kameras; sein Vater war in einer Zeit des ästhetischen Wandels Mitte des 20. Jahrhunderts tätig, als die Fotografie in der Werbung die Zeichnung ersetzte und sich Illustrierte verbreiteten. Mit sieben Jahren fertigte er sein erstes eigenes Foto an. 1931 zog die Familie nach Barcelona. Von dort arbeitete sein Vater als Werbe- und Industriefotograf.
1937 arbeitete Català-Roca für das Comissariat de Propaganda der Generalitat de Catalunya. Er fotografierte gemeinsam mit seinem Vater und war auch Assistent des Fotografen Josep Sala. 1948 machte er sich mit einem eigenen Labor unabhängig von seinem Vater. Mit frischen Kompositionen und gewagten Bildausschnitten machte er sich einen Namen und erhielt eine Reihe von Auszeichnungen, darunter den Popular Photography Award und zweimal den Preis der Stadt Barcelona. Seine Fotos erschienen ab 1947 in den Zeitschriften Destino und ab 1955 in der Gaceta Illustrada sowie in der Tageszeitung La Vanguardia.
Portrait Salvador Dalís 
von Francesc Català-Roca (1953)

Link zum Bild

Er unterhielt eine Beziehung zu der Gruppe Dau al Set, zu der unter anderem Antoni Tàpies, Modest Cuixart, Joan Ponç und Joan Brossa gehörten. 1950 lernte er Salvador Dalí kennen. Gemeinsam mit ihm berichtete er ab 1952 über plastische Künstler. In jener Zeit begann eine lange Freundschaft mit Joan Miró. Auch mit Eduardo Chillida und Josep Guinovart unterhielt er Freundschaften. In jenen Jahren begann er auch, Filme zu schaffen. Sein 16-Millimeter-Film La ciudad Condal en otoño wurde mit dem Filmpreis der Stadt Barcelona ausgezeichnet. 1952 gewann er den ersten Preis beim Festival von Ancona für den Film Piedras vivas. 1952 erschien sein erstes Fotobuch mit Bildern von der Sagrada Família. Im selben Jahr nahm er an der ersten Ausstellung der Gruppe R in den Galeries Layetanas teil. Die Ausstellungsreihe wurde bis 1959 fortgesetzt. Seine erste Einzelausstellung fand in der Sala Caralt in Barcelona statt. Er begann, an Buchillustrationen zu arbeiten. Ab 1954 illustrierte er regelmäßig Reiseführer des Verlags Destino. 1958 war er mit großen Fototafeln bei der Brüsseler Weltausstellung vertreten. Im Auftrag der Generaldirektion für Tourismus fotografierte er in ganz Spanien.
1965 begann er, mit Farbfotografie zu arbeiten. Im Auftrag des Galeristen und Mäzens Aimé Maeght schuf er Dokumentationen zur Kunst von Joan Miró, Eduardo Chillida und Josep Guinovart. 1973 gab er die Schwarz-Weiß-Fotografie gänzlich auf.
Sein Film Femme/Woman. A tapestry by Joan Miró über Mirós Washingtoner Wandteppich wurde 1980 mit dem Golden Eagle ausgezeichnet. 1982 fand eine große Retrospektive seiner Werke in der Galería Maeght in Barcelona statt. 1983 wurde er mit dem Premio Nacional de Artes Plásticas ausgezeichnet.
1960 heiratete er die Dänin Lilly Pedersen. Aus der Ehe gingen die Söhne Martí (* 1961) und Andreu (* 1963) hervor.

## Rezeption
Català-Roca gilt als neo-realistischer Fotograf, der Wagnisse einging und unkonventionelle Aspekte suchte. Er nutzte die plastische Kraft von Schatten und Kontrasten und hatte stets den Menschen im Fokus.

„La belleza y el humanismo que emana de las fotografías de Català-Roca es lo que siempre nos ha dejado con la boca abierta. Ver una exposición suya es sentir una catarsis que nos transporta hacia el alma de quienes aparecen en esas fotografías. Su manera de acercarse a las personas. Su olfato exquisito para los encuadres perfectos. Su capacidad para arriesgarse que hacen que fuera un moderno en el siglo pasado.“

„Die Schönheit und der Humanismus, die von Català-Rocas Fotografien ausgehen, ließen uns immer mit offenem Mund stehen. Eine seiner Ausstellungen zu besuchen macht uns eine Art Katharsis spüren, die uns in die Seele derjenigen versetzt, die auf diesen Fotos zu sehen sind. Seine Art, auf Personen zuzugehen, sein exquisites Gespür für den perfekten Bildausschnitt, sein Mut zum Risiko machen ihn zu einem Modernisten des letzten Jahrhunderts.“

## Bildarchiv
Francesc Català-Rocas Werk umfasst 231.000 Fotografien. Das Archiv seiner Bilder, das 167.701 Schwarzweiß- und Farbnegative, 3.109 Farbdias, 14.000 Kontaktabzüge und 2.000 Vintage-Abzüge umfasst, befand sich im Besitz seiner Erben und wurde ab 2007 bei der Architektenkammer von Barcelona aufbewahrt. Im November 2023 kaufte es die Generalitat de Catalunya für zwei Millionen Euro den Erben ab. Die Bilder werden im Museu Nacional d’Art de Catalunya und im Arxiu Fotografic de Barcelona zugänglich sein.

## Publikationen (Auswahl)

### Fotobücher
- La Sagrada Familia (1952)
- Costa Brava (1958)
- Mallorca, Menorca e Ibiza (1962)
- Guía de Castilla la Nueva (1964)
- El Pirineu (1970)
- Guía de Cataluña (1971)
- Guía de Murcia (1971)

### Dokumentationen zu Kunst und Künstlern
- Arte ibérico (1969)
- Joan Miró i Catalunya (1969)
- Miró Escultor (1972)
- Los Espacios de Chillida (1974)
- Llorens Artigas (1977)

## Auszeichnungen
- 1983: Premio Nacional de Artes Plásticas[7][8]
- 1992: Creu de Sant Jordi[7]